# David Hykes
David Hykes (2 de Março de 1953) é um compositor cantor, músico, autor e professor de meditação norte-americano.

## Discografia
- Hearing solar windsson
- Current circulation
- Harmonic meetingson
- Windhorse riderson
- Let the lover be
- True to the times
- Earth to the unknown power
- Breath of the heart
- Rainbow dances (For your rainbow heart)
- Harmonic meditations: Music from the heart of the cosmos
- Harmonic worlds